# Временное правительство Эстонии

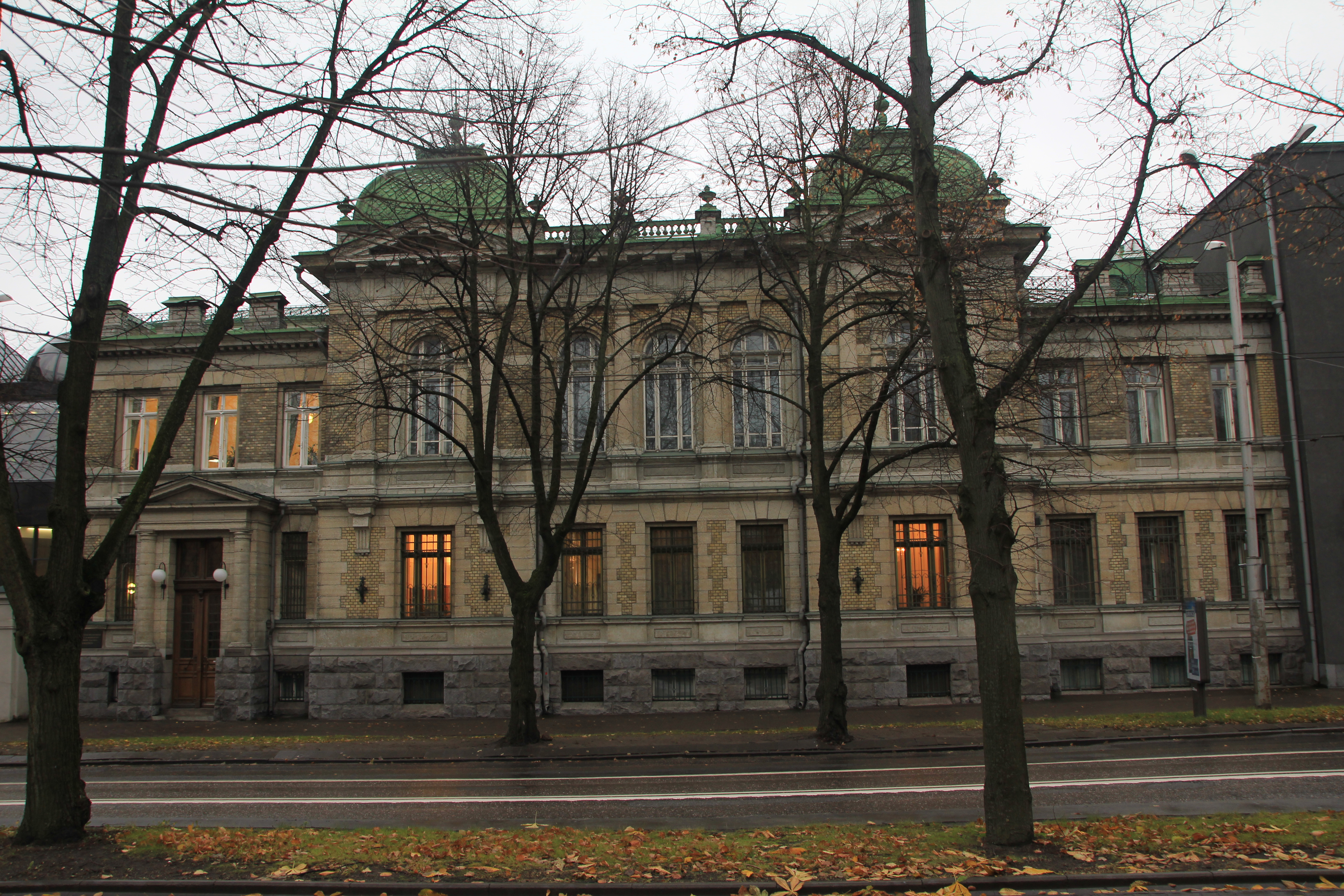
Бывший Ревельский офис Российского государственного банка - здесь 24 февраля 1918 года было образовано Временное правительство Эстонии

Временное правительство Эстонии (эст. Eesti Ajutine Valitsus) было сформировано 24 февраля 1918 года Комитетом спасения Эстонии, назначенным Земским советом Эстляндии. После того как был опубликован «Манифест всему народу Эстонии», который объявлял Эстонию независимой демократической республикой, нейтральной по отношению к Российско-Германскому конфликту, в тот же день главой нового Временного Эстонского Правительства был избран Константин Пятс. Юри Вильмс был назначен министром юстиции, Яан Поска — министром иностранных дел, Юхан Кукк — министром финансов, Ян Раамот — министром продовольствия и сельского хозяйства, Андрес Ларка — военным министром. Виллем Маазик был министром труда и социальной защиты, Фердинанд Петерсон — министром путей сообщения, а Петер Пыльд — министром образования.
Основными функциями ВПЭ были продвижение дипломатического признания эстонской независимости за рубежом, противостояние германской оккупации Эстонии и организация выборов в Эстонское Учредительное собрание.

## Германская оккупация
После организации ВПЭ Эстония была оккупирована 25 февраля 1918 г. германскими войсками, и страна попала под управление Восточного штаба. В приложении к Брестскому мирному договору РСФСР, подписавшая этот договор, отказалась 27 августа 1918 г. от своей верховной власти в Эстонии. Немецкий генерал Эрих Людендорф так прокомментировал это событие: «Большевистское правительство шло нам очень навстречу. Оно исполнило германские пожелания относительно Эстонии и Лифляндии, согласилось признать независимость Грузии…». 18 сентября 1918 на территории России, не контролируемой большевиками, в городе Уфа представители ВПЭ подписали Акт об образовании Всероссийской Временной Власти, которая в частности заявила о непризнании Брестского договора, заключённого РСФСР от имени России, а также — о воссоединении отторгнутых, отпавших и разрозненных областей России. 22 сентября 1918 г. германский кайзер Вильгельм II признал Эстляндию частью Германии, самостоятельным немецким герцогством. В результате произошла аннексия Эстонии немцами.

## Передача власти Временному правительству
В результате немецкой революции и капитуляции Германии в Первой мировой войне 11 ноября, немецкие оккупационные власти 19 ноября 1918 года передали власть Эстонскому Временному правительству.
Эстонское Временное правительство было распущено 8 мая 1919 года после заседания Эстонского Учредительного собрания 23 апреля 1919 года, и первое правительство Республики Эстония вступило в должность.